# القرم (مسقط)
القرم (به عربی: القرم) یک منطقهٔ مسکونی در عمان است که در استان مسقط واقع شده‌است.